# ÉS Game of SKATE

éS Game of SKATE je rolkarsko tekmovanje, ki ga éS prireja vsako leto od leta 2003 na sejmu ASR. Prva tri leta se je tekmovanje imenovalo Eric Koston's éS Game of SKATE, a so Kostonovo ime odstanili, ko je leta 2006 zapustil éS ekipo. Tekmuje se v igri SKATE, ki je sicer precej razširjena oblika zabave med rolkarji. Prvi dve leti je Koston izgubil tekmovanje v finalu, tretje leto pa je izpadel že prej.
Od leta 2004 potekajo manjša tekmovanja po ZDA, naslednje leto pa so tekmovanja razširili po celem svetu. Zmagovalci teh tekmovanj se udeležijo amaterskega tekmovanja na ARS sejmu, zmagovalec tega tekmovanja pa se pomeri s poklicnimi rolkarji na glavnem tekmovanju.

## Pravila igre
Tekmovanje poteka kot vsaka igra SKATE, vendar je tukaj še nekaj dodatnih pravil. Na začetku tekmovalec pove ime trika, ki ga bo izvedel. Ko tekmovalec izvede trik, ga mora izvesti popolno: na vseh štirih kolesih, brez dotika rok z rolko ali tlemi. Ko nasprotnik poizkusi trik, ga ne potrebuje izvesti tako popolno, vendar odločitev, če je bil odpeljal dovolj dobro, ostaja žiriji. Igra se igra na izpadanje, začetni pari pa so izbrani naključno.

## Rezultati
| Leto | Poklicni rolkarji                                                    | Amaterski rolkarji                                              | Zmagovalec evropskega finala | Opombe                                                                                        |
| ---- | -------------------------------------------------------------------- | --------------------------------------------------------------- | ---------------------------- | --------------------------------------------------------------------------------------------- |
| 2003 | 1. Paul Rodriguez 2. Eric Koston 3. Diego Bucchieri                  | /                                                               | /                            | Prvo leto je bilo samo eno tekmovanje.                                                        |
| 2004 | 1. PJ Ladd 2. Eric Koston                                            | 1. AJ Burnett                                                   | /                            | Prvič so potekala manjša tekmovanja po ZDA, najboljši so se pomerili v amaterskem tekmovanju. |
| 2005 | 1. Jim Bates 2. Jimmy Carlin                                         | 1. Jack Cook                                                    | ???                          | Tekmovanja so potekala po vsem svetu.                                                         |
| 2006 | 1. Alex Mizurov 2. Chris Cole 3. Taylor Smith                        | 1. Alex Mizurov                                                 | Alex Mizurov                 | Mizurov se je po zmagi v amaterskem tekmovanju pomeril še s poklicnimi rolkarji.              |
| 2007 | 1. Chris Cole 2. Nyjah Huston 3. Mike Mo Capaldi 4. Javier Sarmiento | 1. Alex Mizurov 2. Andrew Smith 3. Carlos Lastra 4. Matt Lemond | Alex Mizurov                 | Tekmovanje je prvič potekalo tudi v Sloveniji, zmagal pa je hrvat Denis Pušić.                |

## Sponzorji
Čeprav ime tekmovanja še vedno nosi samo ime podjetja éS, tekmovanje sponzorirajo tekmovanje tudi Boost Mobile, TWS in OGIO. Lokalna tekmovanja sponzorirajo tudi lokalne rolkarske trgovine.

## Zanimivosti
- Leta 2003, ko je potekalo prvo Game of skate tekmovanje, so ga priredili tudi v Ljubljani namesto vsakoletnega Obsession skate sessiona, ki ga je zmagal Igor Kragelj. Ker se je lahko tekmovanja udeležil vsak, so bila pravila za pristop spremenjena: vsakdo, ki se je prijavil, je moral na začetku odpeljati dovolj trikov s seznama.